# Edwardsina australiensis
Edwardsina australiensis är en tvåvingeart som beskrevs av Tillyard 1922. Edwardsina australiensis ingår i släktet Edwardsina och familjen Blephariceridae. Inga underarter finns listade i Catalogue of Life.